# Mi pequeño gran hombre
Mi pequeño gran hombre es una película de comedia mexicana, estrenada en el año 2018, dirigida y adaptada por el mexicano Jorge Ramírez Suárez. Se trata de una adaptación de la película argentina Corazón de León estrenada en 2013, y que fue protagonizada por Guillermo Francella. En 2016 fue adaptada en Francia por Jean Dujardin, con el nombre de Un Homme a la Hauteur, también tuvo su adaptación en países como Colombia y Perú. Está protagonizada por Jorge Salinas y Fernanda Castillo, narra una peculiar historia de amor entre Carla, una mujer de estatura media, y León, un hombre que mide 1,35 centímetros.

## Argumento
Mi pequeño gran hombre es la propuesta mexicana de la comedia Corazón de León y cuenta la historia de Carla (Fernanda Castillo) una madre y abogada de éxito que acaba de atravesar por una amarga vivencia, el divorcio. Después de una pelea con su socio, y además exmarido, la protagonista pierde su teléfono móvil. Al día siguiente, recibe una llamada inesperada de León (Jorge Salinas), un hombre que le comunica que ha encontrado su teléfono. Este exitoso millonario la invita a salir por teléfono, pero cuando se produce el encuentro no todo es como parecía. Lejos quedó ese hombre carismático, inteligente y atractivo, en el que Carla había depositado las esperanzas de que fuera su nuevo amor, cuando se evidencia su principal problema, la estatura. León solo mide 1 metro y 35 centímetros (con 8 milímetros). A partir de este momento Carla se plantea si debe seguir teniendo citas con él.

## Reparto
- Jorge Salinas como León Guerra.
- Fernanda Castillo como Carla.
- Vico Escorcia como Toni
- José Carriedo como Diego.
- André Real como Fabio.
- Sylvia Pasquel como Adriana.
- Arleth Terán como Corina.
- Sara Nichols como Evelyn.[4]

## Producción
Guion
Se trata de la tercera adaptación de la película argentina Corazón de León estrenada en el año 2013, dirigida por Marcos Carnevale y protagonizada por Guillermo Francella y Julieta Díaz. El primero tuvo lugar en Colombia, Corazón de León (2015), y fue dirigida por Emiliano T. Caballero. Posteriormente, en 2016 se estrenó la versión francesa, Un hombre de altura, dirigida por Laurent Tirard y protagonizada por Jean Dujardin, y la versión peruana, El gran León, del año 2017.
Selección de dirección y reparto
Mi pequeño gran hombre es el primer trabajo cinematográfico donde Fernanda Castillo obtuvo el papel protagonista. Aunque es cierto que esta película se ha estrenado después de las otras dos (Una mujer sin filtro y Ya veremos). Jorge Salinas llevaba 7 años sin trabajar en el cine.
Rodaje
El aspecto técnico es un elemento que flojea en la película, ya que toda la trama gira en torno a la altura del protagonista, sin embargo, no se logra plasmar de manera realista esas diferencias de altura entre los personajes. Son numerosas las muestras que se encuentran y que hacen ver que se han usado efectos especiales en postproducción, poniendo en evidencia los errores técnicos. Durante el propio rodaje se utilizó alguna plataforma o silla para ayudar a reducir el tamaño del actor. Además, en algunas escenas se puede notar cómo los actores tienen la mirada perdida, lo que hace que resulte difícil conectar totalmente con la historia en determinados momentos de la película. Se trata de una película que contaba con un presupuesto de poco más de 4 millones de pesos, otorgados por la Comisión de Filmaciones del Estado de Jalisco. Arleth Terán se enteró durante el rodaje que estaba embarazada, por ello, la actriz llamó a su hijo como el personaje protagonista, Léon.
Efectos especiales
Se abusa en numerosas ocasiones de la transición iris shot. Se trata de un efecto que se usaba especialmente en las películas mudas y sirve para cerrar una escena con un círculo negro (también se pueden usar otras formas, como un rectángulo, un triángulo o un diamante) que se va haciendo cada vez más pequeño, y abre la siguiente toma con un círculo que se va agrandando.
Montaje
Aunque se tardó tan solo dos meses en rodar la película, debido al proceso de posproducción para minimizar al protagonista, el estreno en las salas de cine se demoró dos años.
Localización
La película se rodó en distintas zonas de la ciudad de Guadalajara, Jalisco, incluyendo lugares conocidas como el Bar El Callejón de los Rumberos, el Centro Histórico y diversas playas del Paseo Chapultepec. También tiene escenas grabadas en Ciudad de México y la Baja California.

## Fidelidad
Al tratarse de una adaptación es muy similar a la original y a los remakes anteriores, ya que muestra una historia similar. Aunque es cierto que son visibles unas pequeñas diferencias que no son de gran importancia para el transcurso de la película, pero para los que han visto sus predecesoras sí son llamativas. En las versiones anteriores, se aprecia a un León más humilde y en algunas ocasiones influenciado por las personas que le rodean.

## Lanzamiento
Calificación por edades
Película no recomendada a menores de 13 años.
Estreno
El domingo 21 de octubre de 2018 se produjo el preestreno de Mi pequeño gran hombre, como parte de las proyecciones del Festival Internacional de Cine de Morelia. En esa edición se proyectó una muestra de una selección de más de 40 estrenos de lo mejor de la cinematografía nacional e internacional. La proyección se realizó en el famoso Teatro Melchor Ocampo, una de las principales sedes del FICM. Fue presentada como la última propuesta de Videocine, cuyo objetivo era cerrar el año con una película de comedia. Llegó a carteleras el 7 de diciembre de 2019, tras una gala en el exclusivo centro comercial Oasis Coyoacán, donde se produjo la premier de la comedia.

## Recepción
Comercial
Mi pequeño gran hombre, en su fin de semana de estreno, se consolidó en los primeros puestos de la lista de las diez mejores en taquilla en México, al recaudar 14 millones 68 mil 552 pesos. Tres días después de su estreno había sido vista por más de 254 mil personas.
Crítica
En términos generales, gozó de una buena acogida y de críticas mayoritariamente favorables en su país natal, México. A estas críticas favorables ha contribuido en gran medida el claro mensaje que sale a relucir en la película, la discriminación física, que además invita a la reflexión. Trasmiten un mensaje de tolerancia y respeto, apelando por los complejos mentales y la discriminación de la sociedad ante todo aquello que no se encuentra entre lo que se ha tomado entre la población como lo idóneo.